# Magnolia calophylla
Magnolia calophylla là một loài thực vật thuộc họ Magnoliaceae. Đây là loài đặc hữu của Colombia.